# سامسونگ گلکسی اس۶
سامسونگ گلکسی اس۶ (به انگلیسی: Samsung Galaxy S6) یک تلفن هوشمند اندرویدی که در ۱۰ آوریل ۲۰۱۵ توسط شرکت سامسونگ در لندن معرفی شد. این مدل جانشین سامسونگ گلکسی اس۵ می‌باشد.

## مشخصه‌ها

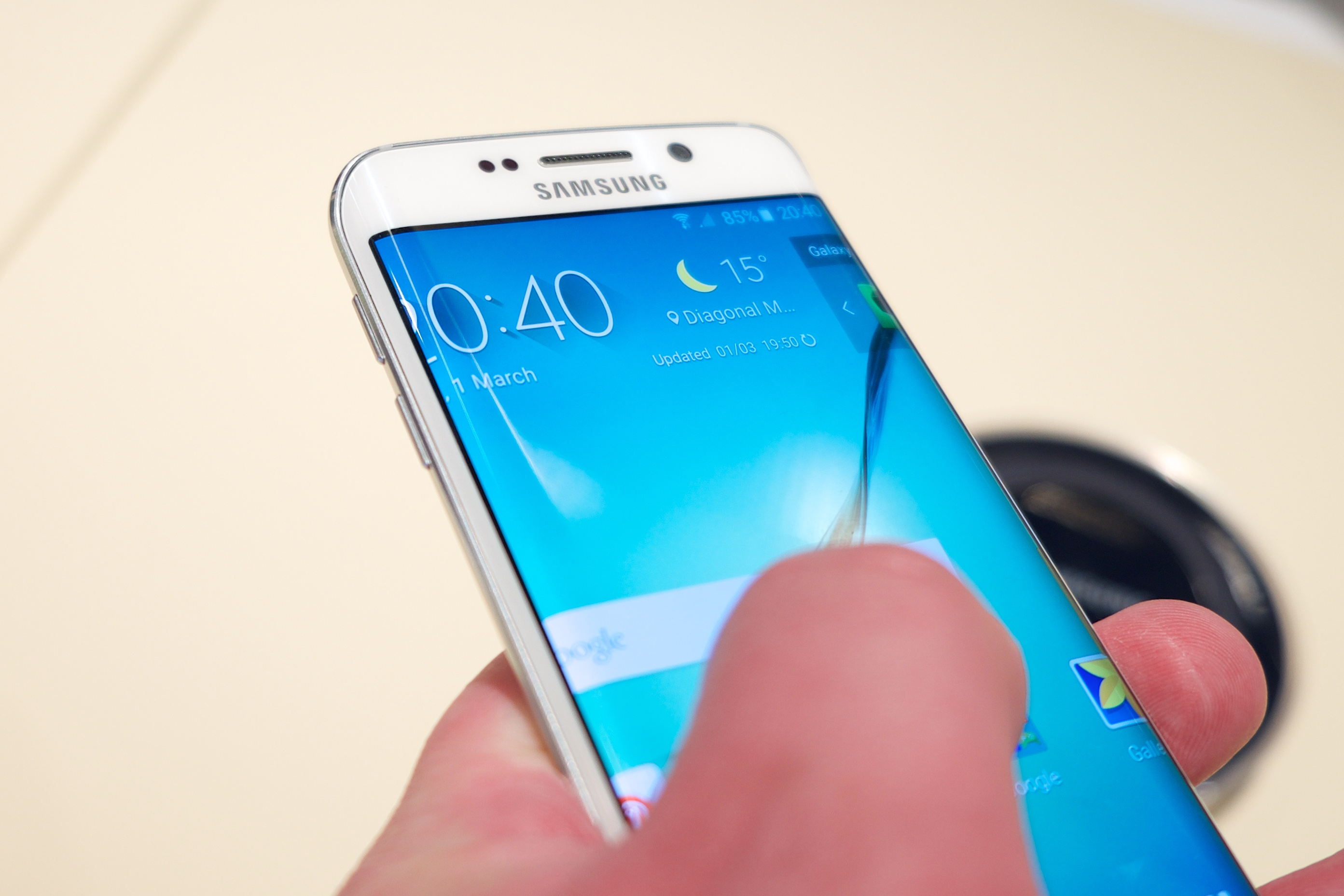
سامسونگ

این تلفن همراه در چهار رنگ اصلی سفید صدفی و مشکی و آبی و طلایی و دو رنگ فرعی سبز و قرمز به همراه تعداد زیادی از ویژگی‌های نرم‌افزاری و لوازم سخت‌افزاری، قابل دسترس است. همچنین در مدل‌های ۱۲۸، ۳۲ و ۶۴ گیگابایتی عرضه می‌شود و دارای درگاه کارت حافظه نمی‌باشد.
سخت‌افزار این گوشی شامل یک پردازنده هشت هسته‌ای ۲٫۱ گیگاهرتزی، پردازنده گرافیکی مالی-۷۶۰ و یک رم ۳ گیگابایتی می‌باشد. دارای دوربین اصلی ۱۶ مگاپیکسل و ثانویه ۵ مگاپیکسل می‌باشد. دارای صفحه نمایش لمسی خازنی به اندازه ۵٫۱ اینچ است. برای صفحه نمایش و بدنه این گوشی از شیشه استفاده شده‌است، مدل گوریلا گلس ۴ می‌باشدو دارای
دارای تفاوت‌هایی با اس۶ اج می‌باشد.

## گلکسی اس۶ اج
سامسونگ گلکسی اس۶ اج یک تلفن هوشمند اندرویدی بود که در مارس ۲۰۱۵ توسط شرکت سامسونگ معرفی شد و در آوریل ۲۰۱۵ در بازار عرضه گردید.

### مشخصه‌ها
این تلفن همراه در چهار رنگ اصلی سفید صدفی و مشکی و طلایی پلاتینی و سبز زمردی به همراه تعداد زیادی از ویژگی‌های نرم‌افزاری و لوازم سخت‌افزاری، قابل دسترس است. همچنین در مدل‌های ۱۲۸، ۳۲ و ۶۴ گیگابایتی عرضه می‌شود و دارای درگاه کارت حافظه نمی‌باشد.
دارای صفحه نمایش لمسی خازنی Super AMOLED, با ۱۶ میلیون رنگ می‌باشد. بلوتوث آن v4.1, A2DP, LE, apt-X می‌باشد.
دوربین اصلی آن ۱۶ مگاپیکسل و دوربین ثانویه آن ۵ مگاپیکسل است.
دارای تفاوت‌های زیر با سامسونگ گلکسی اس۶ می‌باشد:
۱. با توجه به استفاده از شیشه، گلکسی اس۶ از شاسی ۱۳۸ گرمی برخوردار است. این در حالیست که اس ۶ اج با توجه به صفحه‌نمایش خمیده ۱۳۲ گرم وزن دارد.
۲. شیشه یا پلاستیک؟ تفاوت اصلی در اینجاست. اس ۶ اج از صفحه‌نمایش AMOLED قابل انعطاف با لایه پلاستیکی در رویه بهره می‌برد و در قسمت‌های راست و چپ صفحه‌نمایش شاهد خمی زیبا هستیم. علاوه بر ظاهر زیبا، قسمت خمیده بسته به شخص تماس‌گیرنده می‌تواند از رنگ‌های مختلفی برخوردار شود.
از دیگر امکانات آن می‌توان به ثبت اطلاعات مکانی (geo-tagging), فوکوس لمسی (touch focus), تشخیص چهره، Auto HDR, سراسرنما اشاره نمود.